# Austroleptis
Genre
Austroleptis est un genre de mouches, le seul de la famille des Austroleptidae. Jusqu'en 2010, il était rattaché à la famille Rhagionidae.

## Description
Il s'agit de mouches de taille petite à moyenne (entre 3 et 7,7 mm selon les espèces).

## Liste des espèces
- Austroleptis atrata Nagatomi & Nagatomi, 1987 - Neotropic
- Austroleptis atriceps Malloch, 1932 - Neotropic
- Austroleptis breviflagella Nagatomi & Nagatomi, 1987 - Neotropic
- Austroleptis collessi Paramonov, 1962 - Australasie
- Austroleptis fulviceps Malloch, 1932 - Neotropic
- Austroleptis multimaculata Hardy, 1920 - Australasie
- Austroleptis penai Nagatomi & Nagatomi, 1987 - Neotropic
- Austroleptis rhyphoides Hardy, 1920 - Australasie